# 宇野誠一郎
宇野 誠一郎（うの せいいちろう、1927年2月27日 - 2011年4月26日）は、日本のソングライター、編曲家。

## 人物
兵庫県武庫郡鍛冶町（現・神戸市兵庫区）出身。早稲田大学第一文学部仏文科卒業。妻は声優、女優の里見京子。
幼少のころから母親の影響でピアノを習う。小学3年の時にピアノを取り上げられ練習を禁じられたが、独自に勉強を積む。
音楽大学への進学を考えていたが、音大に通っていた親戚に紹介された音楽評論家の園部三郎に「作曲家志望だからといって音大に行くのは間違っている。それよりむしろ見聞を広めるために一般校に行くべきだ」と指導され、早稲田大学に入学。
在学中の1948年から池内友次郎・安部幸明に作曲を、齋藤秀雄に指揮を、平尾貴四男に管弦樂法などを学ぶ。このころから自由舞台、テアトル・プッペ、児童劇団などの劇伴音楽を手がけた。
その後NHKなどで単発ラジオ番組の伴奏音楽を数多く手がけた後、同じくNHKで1956年に始まったテレビ人形劇『チロリン村とくるみの木』を番組終了まで担当する。
このころ三木鶏郎の「冗談工房」に誘われしばらく出入りしたが、方向性の違いから離脱している。また同時期に放送作家だった井上ひさしと知り合い、NHKラジオドラマ『モグッチョチビッチョこんにちは』（1962年）、テレビ人形劇『ひょっこりひょうたん島』『ネコジャラ市の11人』、劇団テアトル・エコーの公演作品など、井上が脚本を手がけた作品で音楽を担当。単なる挿入歌を超え脚本の台詞と一体化した歌曲が持ち味となる。
自身の写譜を手伝っていた横山菁児が映像音楽の世界でキャリアを作るきっかけを作るなど、横山とは親交があった。
東映動画の長編アニメ映画『少年ジャックと魔法使い』（1967年）で同年の第22回毎日映画コンクール音楽賞を受賞。
その後もアニメやドラマ、映画、CMなどで幅広い活動を続けたが、テレビの世界における音楽のあり方に疑問を感じるようになり、次第に活動の場を舞台音楽へと限定するようになる。井上ひさし主宰の劇団「こまつ座」では初回公演から音楽を担当しており、『決定版 十一ぴきのネコ』（1989年）で第24回紀伊國屋演劇賞の個人賞を受賞している。
2011年4月26日午前5時、心不全のため東京都内の病院で死去した。84歳没。

## 代表作品

### アニメーション
- W3
- ちびっこ怪獣ヤダモン
- ドカチン
- 少年ジャックと魔法使い
- 長靴猫シリーズ
- 悟空の大冒険
- ふしぎなメルモ
- ムーミン
- アンデルセン物語（1968年の劇場版、1971年のテレビシリーズ）
- さるとびエッちゃん
- 山ねずみロッキーチャック
- 一休さん
- 小さなバイキングビッケ
- サザエさん（再放送版）
- まんがこども文庫
- 怪盗プライド

### 人形劇
- チロリン村とくるみの木
- ひょっこりひょうたん島（オリジナル版、リメイク版、1967年の劇場版）
- ネコジャラ市の11人
- 船乗りクプクプの冒険(1982)

### 実写
- 東京よいとこ
- 國語元年（後に舞台化）
- 鉄人28号
- 検事
- 赤ちゃん誕生
- 開化探偵帳

### その他
- シャープ坊やの歌（早川電機CMソング、作詞：高垣葵、歌：楠トシエ）
- モグッチョチビッチョこんにちは（NHKラジオドラマ、1962年）
- アイアイ（童謡）
- もえあがれ雪たち（みんなのうた、1967-68年）
- 空にはお月さま（みんなのうた、1977）
- ブンとフン（井上ひさし原作のラジオ劇および舞台作品）
- 天保十二年のシェイクスピア（井上ひさし脚本の舞台作品）
- 表裏源内蛙合戦（井上ひさし脚本の舞台作品）
- 紙屋町さくらホテル（井上ひさし脚本の舞台作品）
- 海底二万リーグ（ラジオドラマ、NHK-FM）
- なぞなぞな（中山千夏、佐藤允彦とのコラボレーション）
- ベルトクイズQ&Q（TBSテレビ、テーマソングやシンキングタイムの音楽）
- 東風
- いってみようやってみよう　番組内で取り上げられたいくつかの曲を作曲している。

### 単行本
- 宇野誠一郎の世界（濱田高志・編著）「月刊てりとりぃ」編集部刊　※ これは一般の書籍流通ではない私家版。
- 宇野誠一郎, 濱田高志 (編)：「宇野誠一郎の世界」、発行「月刊てりとりぃ」、出版社：888ブックス、ISBN 978-4908439025（2015年8月30日）。※　限定私家版として直販のみだった単行本の一般販売版。